# 라오스-베트남 관계
라오스-베트남 관계는 라오스와 베트남 간에 역사적으로부터 현재까지 이어져 온 전통적인 우정, 특별한 연대 및 포괄적인 협력 관계이다. 이 관계는 베트남 공산당과 라오인민혁명당, 그리고 양국 정부에 의해 전략적 동맹국의 역할을 하는 특별한 관계로 간주되나, 어떠한 동맹 의무는 포함하지 않는다.

## 역사

### 고대 및 중세 시대
라오스와 베트남은 국경을 공유하고 있기 때문에 매우 복잡한 관계를 유지해왔다. 라오스 왕국들은 종종 베트남 왕조와 충돌하였고, 때로는 이러한 충돌이 전쟁으로 발전하기도 했다. 여러 차례 국경 분쟁과 영토 갈등이 발생했으나, 그중 가장 주목할 만한 사건은 15세기 후반 베트남의 라오스 침공이었다. 베트남의 후 레 왕조는 거의 2년에 걸쳐 라오스를 침공하고 황폐화시켰다. 이후 베트남군은 10년에 걸쳐 (1480년에서 1490년 사이) 점차 철수하였다. 그 후 베트남은 200년 동안 라오스로 재침하지 않았다. 그러나 이 침공은 라오스에 큰 피해를 입혔으며, 라오스를 심각하게 약화시켰다. 라오스는 아유타야 왕국과의 긴밀한 관계를 맺었음에도 불구하고, 이후 베트남의 침입에 효과적으로 저항할 수 없었다.

### 현대
1930년에 베트남 공산당(CPV)은 프랑스가 인도차이나를 식민지로 지배하던 시기에 호찌민에 의해 창당되었다. 1951년 6월 28일에 캄푸치아 인민혁명당(KPRP)이 설립되었으며, 이후 캄보디아 집단학살과 폴 포트가 주도한 앙카르의 공포 통치, 그리고 중국의 잔혹한 마오쩌둥 사상 지원 아래 1979년 1월 7일, 권력을 잡게 되었다. 라오스의 현대 베트남과의 관계는 권력을 쟁취하는 투쟁 동안 라오인민혁명당(LPRP)의 전략으로 비밀리에 설정되었고, 1975년에 라오 인민 민주 공화국을 수립하는 "갑작스러운" 기회는 베트남과의 "특별 관계"의 지속 외에는 외교 정책 정렬을 고려할 여지를 남기지 않았다. 혁명 단계에서 형성된 관계는 라오스를 인도차이나 연대 속 재건과 "사회주의 건설" 단계로 이끌었으며, 중국과 태국과의 관계나 정렬은 신중하거나 잠재적으로 우호적이지 않을 것으로 예상되었다. 또한 라오인민혁명당은 폴 포트 휘하의 캄푸치아 공산당과 달리 베트남의 조언을 받아들이는 데 너무 익숙하여 독자적으로 행동할 생각을 하지 못했다. 1975년에 비밀에 부쳐져 있던 LPRP가 권력을 잡으면서 당에 대한 이전의 북베트남의 비공개 지도가 공개적으로 인정되었고, LPRP는 베트남 파트너들에게 진심 어린 감사를 표했다. 집권 세대가 직면한 도전인 사회주의 사회 건설은 북베트남과의 과거 협력의 자연스러운 연장으로 여겨졌다. 혁명은 1975년에 단지 새로운 국면에 접어들었으며, LPRP 지도부는 "제국주의자"를 몰아낸 것을 축하하며 어떤 이웃 국가나 반혁명 국가로부터도 받을 수 없는 조언과 경제 및 군사 지원을 기대했다.
라오인민혁명당(LPRP) 지도부는 하노이에서 정책을 논의하고 교리를 연구하는 데 익숙했다. 이들은 1980년부터 캄보디아, 라오스, 베트남 외무장관들이 반기마다 개최하는 회의에서 멘토들과의 정부 간 접촉을 공식화했으며, 연례로 진행되는 베트남-라오스 합작위원회를 통해 다양한 사업들의 진척 상황을 점검하였다. 이외에도 라오스와 베트남 간에는 당 대 당 회의, 도 대 도 교류, 청년 및 여성 대중 조직 등 여러 차원의 협력이 존재했다. 합작위원회의 회의는 정기적으로 개최되었다.
그러나 베트남의 라오스에 대한 주요 영향력 통로는 LPRP와 라오인민군(LPA)이었다. LPRP에서는 최고위층 간의 오랜 협력과 협의로 인해 별도의 특별 위원회가 필요 없었으나, LPA에서는 베트남 고문단, 교관, 주둔군이 지정된 거점 지역에 엄격히 머무르며 대외 노출을 피했음에도 불구하고 전방위적이고 피할 수 없는 영향력을 행사하였다. 군사 분야에서의 협력은 아마도 가장 광범위했으며, 1970~80년대에 걸쳐 군수 물자, 훈련, 통신이 주로 베트남에 의해 지원되었고(중화기와 항공기는 소련이 제공했다).
1977년 7월, 라오스와 베트남은 양국 관계를 "특별 관계"로 규정한 25년 우호 조약을 체결했다. 이 조약은 라오스 내 베트남 군인 주둔을 합법화하고 베트남에 대한 우대 무역 조건을 설정하였다. 또한 협력의 한 요소로서, 수백 명의 베트남 고문들이 비엔티안의 거의 모든 부처에서 라오스 측 인사들을 지도하였다. 수백 명의 LPRP 간부와 기술자들이 하노이의 마르크스-레닌주의 연구소나 기술학교에서 공부하였다.
그러나 베트남이 혁명 동반자에게 제공할 수 있었던 자원은 전쟁으로 인한 물리적 파괴와 경직된 경제 구조 및 정책으로 크게 제한되었다. 그럼에도 베트남은 소련과의 관계에서 라오스 동료들을 위해 호의적인 입장을 개진할 수 있었고, 소련은 이를 바탕으로 동유럽 위성국들에 경제 지원 사업을 권고할 수 있었다. 그러나 베트남의 라오스에 대한 영향력은 경제 지원과 이념, 그리고 지리적·역사적 근접성에 의해 결정되었다. 양국은 지도자들이 즐겨 말했듯이 "입술과 이"처럼 맞아떨어졌다. 베트남은 내륙국인 라오스에 바다로 통하는 길을 제공했고, 라오스 동부의 산악 지역은 베트남에게 메콩 계곡에서 태국의 헤게모니에 도전할 수 있는 전진 전략적 거점을 제공하였다.
1980년대 동안 베트남의 지역 내 반대 세력들은 베트남이 "인도차이나 연방"을 만들려는 신식민지 야망을 가지고 있다고 비난하였다. 이 표현은 인도차이나에서 프랑스 식민 구조에 맞서 싸웠던 초기 인도차이나 공산당(ICP)의 선언문에서도 찾아볼 수 있다. 이러한 비난은 과장된 면이 있었으며, 베트남이 1989년 캄보디아에서 군대를 철수하고 이후 라오스에서도 철군함에 따라 그 효력을 잃었다. 1975년 이후 라오스가 베트남에 의존한 것은 베트남의 지배라기보다 혁명 과정에서의 협력과 연대의 자연스러운 연장선으로 인식될 수 있었다.
베트남 군대가 일부 건설 기술자들을 제외하고 철수하고, 대부분의 베트남 혁명 동반자들이 세상을 떠남에 따라 이 "특별 관계"의 매력도 약해졌다. 또한 베트남은 대규모 경제 원조 프로그램을 마련하는 데 성공하지 못했다. 1975년부터 1985년까지 200개의 지원 사업만을 시작했으며, 소련이 훨씬 더 많은 지원을 제공하였다. 1992년, 14년간 라오스 주재 베트남 대사는 이 관계를 "d'amitié et de coopération multiforme entre les pays(양국 간 우정과 다양한 협력)"로 특징지었다. 이는 과거 종종 표현되었던 "존재와 발전의 객관적 법칙"이라는 공식보다 훨씬 덜 강력한 표현이었다.

## 양국 관계 및 상업
라오스가 1989년에 외국인 투자 촉진법을 제정한 이후 2012년까지 베트남은 총 429개 프로젝트에 약 49억 달러를 투자하였으며, 현재 라오스 내 최대 외국인 투자자이다.
양국 간의 무역 규모는 2012년 말 기준 약 7억 2,500만 달러에 달하였다.